# Makeni
Makeni er en by i det nordlige/centrale Sierra Leone, der er den største by i  Byen har et indbyggertal (pr. 2007) på cirka 94.000.
Makeni  er den fjerdestørste by i Sierra Leone (efter Freetown, Bo og Kenema) og den største by og det økonomiske centrum i landets Nordprovins. Byen en beliggende ca. 137 km øst for Freetown. 
Makeni er hovedstad og administrativt centrum i Bombali District og er et regionalt centrum for handel, uddannelse og transport. Byen havde et indbyggertal på 80.840 ved folketællingen i 2004 og anslås i dag at have 112.489 indbyggere.
Byen er hjemsted for University of Makeni, det største private universitet i Sierra Leone.